# 米林頓 (康乃狄克州)
米林頓（英語：Millington）是位於美國康乃狄克州米德爾塞克斯縣的一個歷史區。該地的面積和人口皆未知。

## 地理
米林頓的座標為41°29′06″N 72°21′30″W / 41.48500°N 72.35833°W，而該地的平均海拔高度為155米（即509英尺）。